# Азербайджанский государственный камерный оркестр имени Кара Караева
Азербайджанский государственный камерный оркестр имени Кара Караева — камерный оркестр, созданный в 1964 году по инициативе азербайджанских композиторов Фикрета Амирова и Кара Караева.

## История
Азербайджанский государственный камерный оркестр имени Кара Караева был создан в 1964 году по инициативе выдающихся азербайджанских композиторов Фикрета Амирова и Кара Караева.
Первым художественным руководителем и главным дирижёром Государственного камерного оркестра стал Назим Рзаев. Он оставался художественным руководителем оркестра вплоть до 1992 года.
В период 1964—1992 годов Государственный камерный оркестр завоевал достойное место в числе ведущих коллективов страны. В этот период оркестр гастролировал по городам России, в Словакии, Польше, Тунисе, Боснии и Герцеговине, Турции.
В июле 1998 года оркестр представил Азербайджан в Лондоне. В сентябре 1998 года в Париже был дан концерт, посвященный 80-летию со дня рождения Кара Караева.

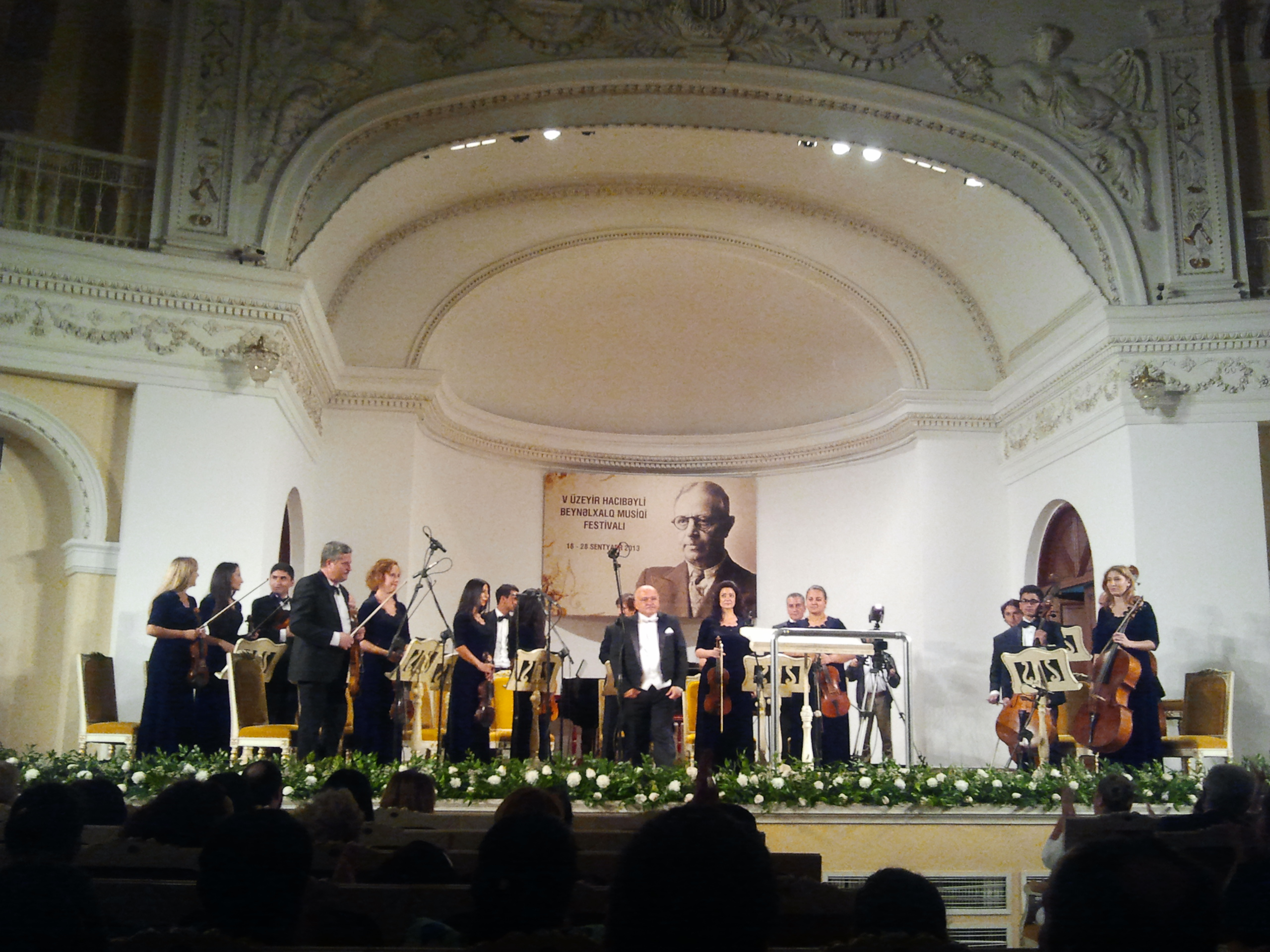
Азербайджанский государственный камерный оркестр имени Кара Караева на V Международном музыкальном фестивале имени Узеира Гаджибекова

По инициативе Фонда Гейдара Алиева и Президента Фонда Гейдара Алиева, посла доброй воли UNESCO и ISESKO, депутата Мехрибан Алиевой в Париже, Берлине и Риме были проведены концерты, посвященные 20-летию независимости Азербайджана.
В рамках проектов Министерства культуры и туризма Азербайджана оркестр выступал со многими зарубежными дирижерами, такими как Салим Акчил (Турция), Хакан Шенсой (Турция), Симон Камартин (Швеция), Фабьен Теериксон (Франция), Владимир Рунчак (Украина), Риккардо Авербах (США), Владислав Булахов (Россия), Роланд Фреиситзер (Австрия), Александр Ивашкин (Англия).
В 2007 году оркестр был удостоен республиканской премии «Хумай» за пропаганду азербайджанской классической музыки в мире.

## Художественные руководители
- Назим Рзаев (1964—1992)
- Рамиз Меликасланов (1992—1995)
- Яшар Иманов, композитор, дирижер, народный артист Азербайджана (1995—1997)
- Теймур Геокчаев, народный артист Азербайджана (1998—2018)
- Фахраддин Керимов (с 2018)